# Österreichischer Frauen-Fußballcup 2003/04
Der Österreichische Frauen-Fußballcup wurde in der Saison 2003/04 zum 30. Mal ausgespielt. Als ÖFB-Frauen-Cup wurde er vom Österreichischen Fußballbund zum zwölften Mal durchgeführt und begann am 6. September 2003 mit der ersten Runde und endete am 23. Mai 2004 mit dem Finale im Stadion Wals-Siezenheim. Den Pokal gewann zum zweiten Mal der SV Neulengbach.

## Teilnehmende Mannschaften
Für den österreichischen Frauen-Fußballcup haben sich anhand der Teilnahme der Ligen der Saison 2003/04 folgende 34 Mannschaften, die nach der Saisonplatzierung der Frauen-Bundesliga 2002/03, der 2. Division Mitte 2002/03, der 2. Division Ost 2002/03, der Landesliga Steiermark 2002/03 und der Regionalliga West 2002/03 geordnet sind, qualifiziert. Teams, die als durchgestrichen gekennzeichnet sind, nahmen am Wettbewerb aus diversen Gründen nicht am Wettbewerb teil oder sind zweite Mannschaften und spielten daher nicht um den Pokal mit. Weiters konnten noch der Landescupsieger, der Landesmeister oder auch Vertreter der Saison 2002/03 teilnehmen.
| Frauen-Bundesliga (10) | 2. Division Mitte (7) | 2. Division Ost (9) |
| --- | --- | --- |
| - SV Neulengbach (NÖ) (C) - Innsbrucker AC (T) - USC Landhaus (W) - SG Ardagger/Neustadtl (NÖ) - Union Kleinmünchen (OÖ) - LUV Graz (ST) - SC Damen Dörfl (B) - FC Hellas Kagran (W) - ASV St. Margarethen/Lavanttal (K) (N) - FC Südburgenland (B) (N) | - SV Spittal/Drau (K) - FC Zell am See (S) - Ladies Soccer Club Linz (OÖ) - SV Garsten (OÖ) - ASK Salzburg (S) - ASKÖ Dionysen/Traun (OÖ) statt Union Babenberg Linz Süd (S) - USK Hof (S) - Union Kleinmünchen II (OÖ) (LM) (N) | - 1. SVg Guntramsdorf (NÖ) (N) - SV Groß-Schweinbarth (NÖ) - SV Horn (NÖ) - DFC Heidenreichstein (NÖ) - ASK Erlaa (NÖ) - USC Landhaus II (W) - FSC Hainfeld (NÖ) - DFV Juwelen Janecka (W) - SG ASV Spratzern/SC Stattersdorf (NÖ) - SV Langenrohr (NÖ) (LM) (N) |
| Landesliga Steiermark (inkl. Vereine aus Kärnten) (2) | Regionalliga West (3) | |
| - 1. DFC Leoben (ST) (A) - SC St. Ruprecht/Raab (ST) - USV Eichberg (ST) - FC Maria Lankowitz (ST) - FC Ligist (ST) - SC Unterpremstätten (ST) - LUV Graz II (ST) (N) | - FC Koblach (V) - Schwarz-Weiß Bregenz (V) (LC) - SK Zirl (T) - SPG FC Lingenau/FC Mellau (V) (LM) (N) - FC Egg (V) - FC Alberschwende (V) - Bremenmahd E 95 (V) (N) - Innsbrucker AC II (T) (U)                                | |
| Landescupsieger, Meister oder Meistervertreter aus der Landesliga (3) | | |
| - Union Kleinmünchen II (OÖ) (LM), siehe 2. Division Mitte - SV Taufkirchen/Pram (OÖ) (L2) | - SV Langenrohr (NÖ) (LM), siehe 2. Division Ost - SV Gloggnitz (NÖ) (L2) - SC Moosbrunn (NÖ) (L4) | - Schwarz-Weiß Bregenz (V) (LC), siehe Regionalliga West - SPG FC Lingenau/FC Mellau (V) (LM), siehe Regionalliga West - DSG Wien United (W) (??) |
| Erläuterungen Länderkürzel: (B): Burgenland, (K): Kärnten, (NÖ): Niederösterreich, (OÖ): Oberösterreich, (S): Salzburg, (ST): Steiermark, (T): Tirol, (V): Vorarlberg, (W): Wien; Vereins-Landes-Bewerbserfolg: (LC): Landescupsieger, (LCF): Landescupfinalist, (LM): Landesmeister, (Lx): x. Platz der Landesliga, (LN): Landesliga-Aufsteiger, (..-x): x Landesliga siehe Länderkürzel | | |

| (C) | amtierender Cupsieger 2002/03    |
| (A) | Absteiger der Saison 2003/04     |
| (N) | Neuaufsteiger der Saison 2003/04 |

## Turnierverlauf

### 1. Cuprunde
| Datum                   |                                  | Ergebnis                         |                         |
| ----------------------- | -------------------------------- | -------------------------------- | ----------------------- |
| 06.09.2003 um 16:30 Uhr | SC Moosbrunn                     | 1:1 n. V. (1:1, 1:0) (5:4 i. E.) | SV Groß-Schweinbarth    |
| 07.09.2003 um 16:00 Uhr | DSG Wien United                  | 1:5 (1:3)                        | SV Langenrohr           |
| 07.09.2003 um 15:30 Uhr | SV Gloggnitz                     | 4:2 (1:1)                        | 1. SVg Guntramsdorf     |
| 07.09.2003 um 13:00 Uhr | ASK Erlaa                        | 0:2 (0:1)                        | DFC Heidenreichstein    |
| 07.09.2003 um 14:00 Uhr | DFV Juwelen Janecka              | 3:5 (2:2)                        | SV Horn                 |
| 07.09.2003 um 17:00 Uhr | SC St. Ruprecht/Raab             | 8:0 (6:0)                        | FSC Hainfeld            |
| 07.09.2003 um 14:00 Uhr | SG ASV Spratzern/SC Stattersdorf | 0:5 (0:1)                        | 1. DFC Leoben           |
| 07.09.2003 um 12:00 Uhr | USK Hof                          | 1:0 (1:0)                        | SV Spittal/Drau         |
| 07.09.2003 um 16:00 Uhr | FC Koblach                       | 3:1 (2:1)                        | Schwarz-Weiß Bregenz    |
| 07.09.2003 um 16:00 Uhr | ASKÖ Dionysen/Traun              | 0:4 (0:2)                        | SV Garsten              |
| 07.09.2003 um 14:30 Uhr | ASK Salzburg                     | 3:1 (2:0)                        | FC Zell/See             |
| 06.09.2003 um 17:00 Uhr | SPG FC Lingenau/FC Mellau        | 2:4 (2:0)                        | Ladies Soccer Club Linz |

### 2. Cuprunde
| Datum                   |                         | Ergebnis                         |               |
| ----------------------- | ----------------------- | -------------------------------- | ------------- |
| 05.10.2003 um 14:00 Uhr | Ladies Soccer Club Linz | 2:0 (1:0)                        | USK Hof       |
| 05.10.2003 um 15:00 Uhr | SC St. Ruprecht/Raab    | 3:5 (1:2)                        | SV Garsten    |
| 05.10.2003 um 15:00 Uhr | 1. DFC Leoben           | 2:1 (0:0)                        | ASK Salzburg  |
| 05.10.2003 um 10:30 Uhr | SV Gloggnitz            | 1:4 (0:1)                        | FC Koblach    |
| 19.10.2003 um 14:00 Uhr | DFC Heidenreichstein    | 2:2 n. V. (2:2, 1:1) (2:4 i. E.) | SC Moosbrunn  |
| 05.10.2003 um 19:30 Uhr | SV Horn                 | 6:2 (2:0)                        | SV Langenrohr |

### 3. Cuprunde
Die Bundesligavereine stiegen erst in der 3. Cuprunde ein.
| Datum                   |                               | Ergebnis                         |                       |
| ----------------------- | ----------------------------- | -------------------------------- | --------------------- |
| 15.11.2003 um 17:00 Uhr | SV Neulengbach                | 8:0 (6:0)                        | SV Horn               |
| 16.11.2003 um 14:00 Uhr | FC Südburgenland              | 1:0 (1:0)                        | 1. DFC Leoben         |
| 16.11.2003 um 14:00 Uhr | SC Damen Dörfl                | 2:2 n. V. (2:2, 1:2) (4:5 i. E.) | Innsbrucker AC        |
| 16.11.2003 um 14:00 Uhr | ASV St. Margarethen/Lavanttal | 8:2 (4:1)                        | FC Hellas Kagran      |
| 16.11.2003 um 14:00 Uhr | LUV Graz                      | 1:3 (0:2)                        | USC Landhaus          |
| 16.11.2003 um 14:00 Uhr | Ladies Soccer Club Linz       | 3:4 (2:2)                        | SV Garsten            |
| 16.11.2003 um 14:00 Uhr | Union Kleinmünchen            | 2:2 n. V. (2:2, 0:0) (5:4 i. E.) | SG Ardagger/Neustadtl |
| 16.11.2003 um 11:00 Uhr | FC Koblach                    | 6:0 (3:0)                        | SC Moosbrunn          |

### Viertelfinale
| Datum                   |                    | Ergebnis   |                               |
| ----------------------- | ------------------ | ---------- | ----------------------------- |
| 28.03.2004 um 15:00 Uhr | USC Landhaus       | 1:0 (1:0)  | Innsbrucker AC                |
| 28.03.2004 um 11:00 Uhr | SV Garsten         | 0:10 (0:3) | SV Neulengbach                |
| 28.03.2004 um 14:00 Uhr | Union Kleinmünchen | 6:0 (3:0)  | ASV St. Margarethen/Lavanttal |
| 28.03.2004 um 10:30 Uhr | FC Südburgenland   | 3:1 (1:0)  | FC Koblach                    |

### Halbfinale
| Datum                   |                    | Ergebnis                         |                  |
| ----------------------- | ------------------ | -------------------------------- | ---------------- |
| 01.05.2004 um 17:00 Uhr | Union Kleinmünchen | 2:2 n. V. (2:2, 1:0) (2:4 i. E.) | FC Südburgenland |
| 02.05.2004 um 14:00 Uhr | SV Neulengbach     | 4:0 (2:0)                        | USC Landhaus     |

### Finale
Das Finale wurde im Stadion Wals-Siezenheim im Bundesland Salzburg ausgetragen.
| Datum                   |                | Ergebnis   |                  |
| ----------------------- | -------------- | ---------- | ---------------- |
| 23.05.2004 um 13.45 Uhr | SV Neulengbach | 12:0 (5:0) | FC Südburgenland |

## ÖFB-Supercup der Frauen
Das Finale wurde im Arnold Schwarzenegger-Stadion in Graz ausgetragen.
| Datum      |                                                       | Ergebnis                         |                   |
| ---------- | ----------------------------------------------------- | -------------------------------- | ----------------- |
| 09.07.2004 | SV Neulengbach (M, C)                                 | 2:2 n. V. (2:2, 1:1) (5:3 i. E.) | USC Landhaus (CF) |
|            | Tore: 1 Maria Gstöttner, 1 Krivohlavek; 2 Schaffranek |                                  |                   |

| Legende: (M): Meister, (C): Cupsieger, (CF): Cupfinalist |